# Kościół św. Jana w Malmö
Kościół św. Jana w Malmö – (szw. Sankt Johannes kyrka, Malmö) kościół parafialny szwedzkiego Kościoła ewangelicko-luterańskiego, należący do parafii Malmö Sankt Johannes församling w Malmö (diecezja Lund). Otrzymał wezwanie św. Jana.
Kościół położony jest w centrum Malmö przy ul. Kapellgatan 6.
Kościół ma status zabytku sakralnego według rozdz. 4 Kulturminneslagen (pol. Prawo o pamiątkach kultury), ponieważ został wzniesiony do końca 1939 (3 §).

## Historia
Kościół św. Jana został zbudowany w latach 1903–1907 według projektu Axela Anderberga. Nie jest on może zaliczany do czołówki szwedzkich architektów przełomu XIX i XX w. (określanego jako złoty wiek szwedzkiej architektury), ale przeszedł do historii jako projektant budynków teatralnych jak Teatr Królewski i Teatr Oskara w Sztokholmie oraz budynków użyteczności publicznej: Naturhistoriska riksmuseet w Sztokholmie i obserwatorium astronomicznego w Saltsjöbaden. Podczas gdy wiele kościołów w owym czasie wznoszonych było w modnym wówczas stylu neogotyckim, Anderberg wybrał secesję. Był jednym z pierwszych architektów, którzy ucieleśnili założenia tego stylu w praktyce. Architekturę kościoła charakteryzują ciężkie, rzeźbiarskie elementy budowli i zgrabne proporcje z domieszką różnych stylów odnośnie do detalu – od sztuki bizantyńskiej po rokoko.
Budowniczymi kościoła byli Frans Andersson i O. Knutsson. Opóźnienia w pracach budowlanych spowodowały, iż konsekracja świątyni odbyła się dopiero w roku następnym, w uroczystość Trójcy Świętej a dokonał jej arcybiskup G. Billing. Trzy kościelne dzwony zostały odlane w ludwisarni M. & O. Ohlsson w Lubece w 1906.
Kościół został zbudowany na potrzeby nowo utworzonej parafii w robotniczej dzielnicy Möllevången.

## Architektura
Długość kościoła wynosi 52,27 m, wysokość do sklepienia: 26,13 m, a wysokość wieży (na którą prowadzi 230 stopni) – 60,20 m.
Kościół został zbudowany z czerwonej cegły na granitowej podstawie. Jego miękkie, zaokrąglone kształty budowli są typowe dla secesji – stylu w którym powstał. Na uwagę zasługuje zbudowany i udekorowany w tym właśnie stylu podwójny portal zachodni. Wieża została umieszczona z boku, w północno-wschodnim narożniku budowli, zgodnie ze swobodą panującą w secesji, a nie według wcześniejszych ideałów, według których powinna znajdować się na osi nawy głównej.

## Wnętrze

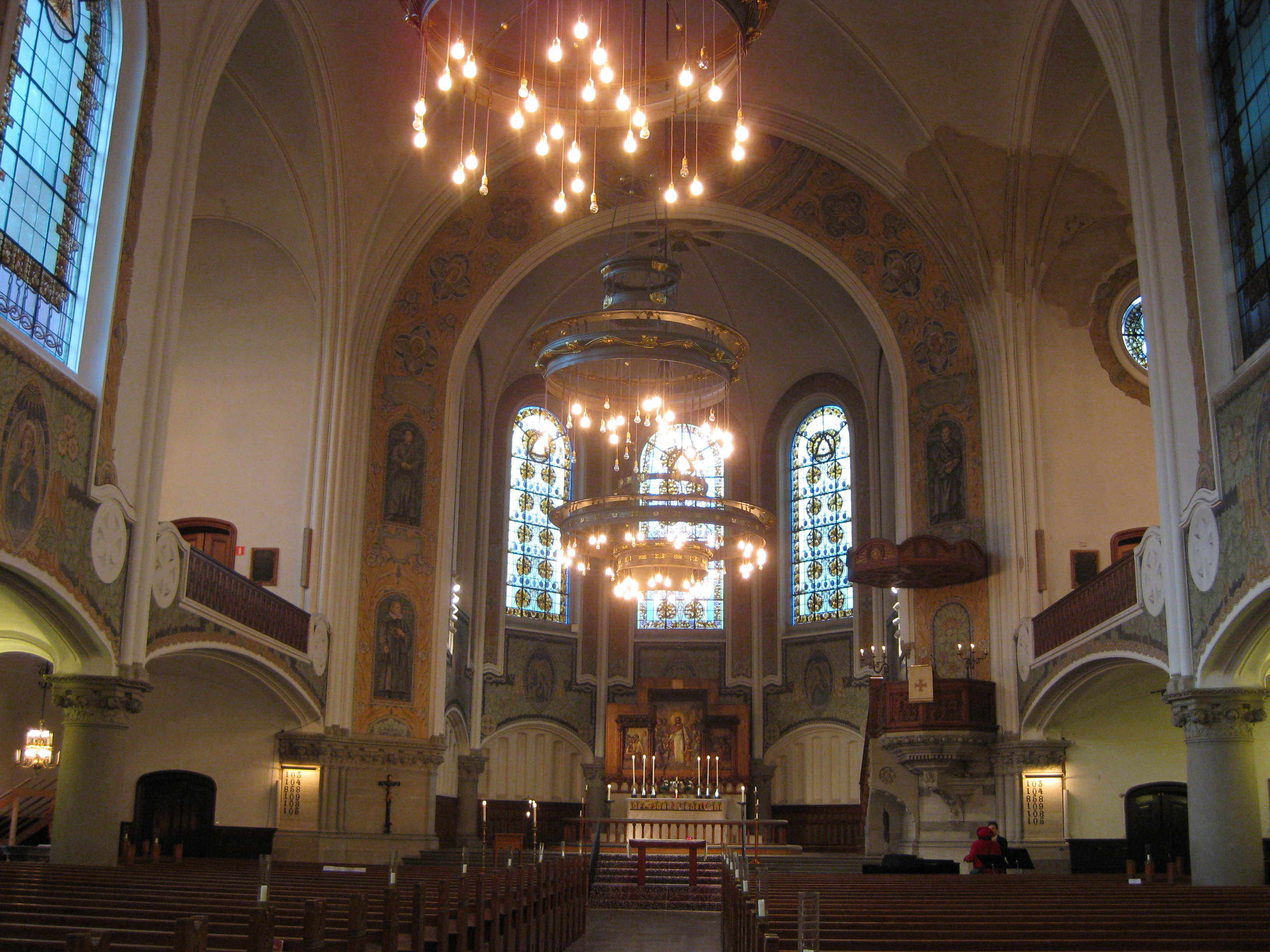
Wnętrze kościoła

Zerwaniem z dawnymi wzorcami jest też brak charakterystycznego dla szwedzkich kościołów vapenhus (przedsionka, w którym uzbrojeni mężczyźni musieli zostawiać bron przed wejściem do kościoła). Ukłonem w stronę tradycji jest za to transept. Wysokie i przestronne wnętrze podzielone jest filarami wspierającymi sklepienie i boczne empory.
Charakterystycznym motywem dekoracyjnym kościoła są róże będące symbolem męczeństwa Jezusa Chrystusa ze względu na krwisty kolor, pięciokrotność okwiatu (związek z pięcioma ranami) i kolcami nawiązującymi do korony cierniowej. Róże są wykute w kamieniu, wyrzeźbione w drewnie i namalowane. Z tego powodu kościół św. Jana bywa nazywany ”kościołem różanym”.
Wzdłuż nawy środkowej, po lewej stronie widnieją namalowani trzej aniołowie trzymający w rękach symbole trzech cnót teologicznych: wiary, nadziei i miłości, wyrażone odpowiednio przez krzyż, kotwicę i różę (zamiast powszechnie przyjętego serca).
Po przeciwnej stronie (południowej) znajdują się również trzej aniołowie przedstawieni z gałązkami oliwnymi w rękach złożonych do modlitwy i z wersami psalmów symbolizującymi pokój, modlitwę i pieśń pochwalną.
Wokół prezbiterium umieszczono pięć kolejnych aniołów. Dwaj z nich, umieszczeni po bokach, to aniołowie stróże z włócznią względnie mieczem w ręku, dwaj kolejni trzymają symbole Eucharystii: kielich i hostię. Pośrodku, przysłonięty ołtarzem, znajduje się piąty anioł z szarfą z napisem ”Święty, święty, święty” Kościół miał niegdyś 12 aniołów, ale ten dwunasty, wyrzeźbiony z drewna i umieszczony pierwotnie w zwieńczeniu ołtarza, został usunięty.
Łuk tęczowy jest ozdobiony podobizną szwedzkiego reformatora Olausa Petri i jego duńskiego odpowiednika Clausa Mortensena jako swego rodzaju hold dla duńskiego okresu w historii miasta. W czasie reformacji Malmö należało do Danii, a Claus Mortensen właśnie tu się urodził i działał. Po przeciwnej stronie, nad amboną widnieje podobizna Marcina Lutra.
Na schodach prowadzących do ołtarza leży dywan, dzieło artystki Märty Måås-Fjetterström.

## Wyposażenie

### Ołtarz
Ołtarz został wyrzeźbiony w dębie i konsekrowany w 1909. Jego konstrukcja i ramy obrazu powstały w warsztacie snycerskim Malmö Snickerifabrik natomiast reliefy wykonał rzeźbiarz Harald Sörensen-Ringi. Jego własne dzieci posłużyły za modele dwojga dzieci widniejących po lewej stronie Jezusa, natomiast jego żona stała się modelem klęczącej kobiety. Po prawej stronie Jezusa znajduje się dość niezwykły wizerunek kobiety słuchającej Jezusa i jednocześnie karmiącej piersią swoje dziecko.

## Organy

### Organy główne

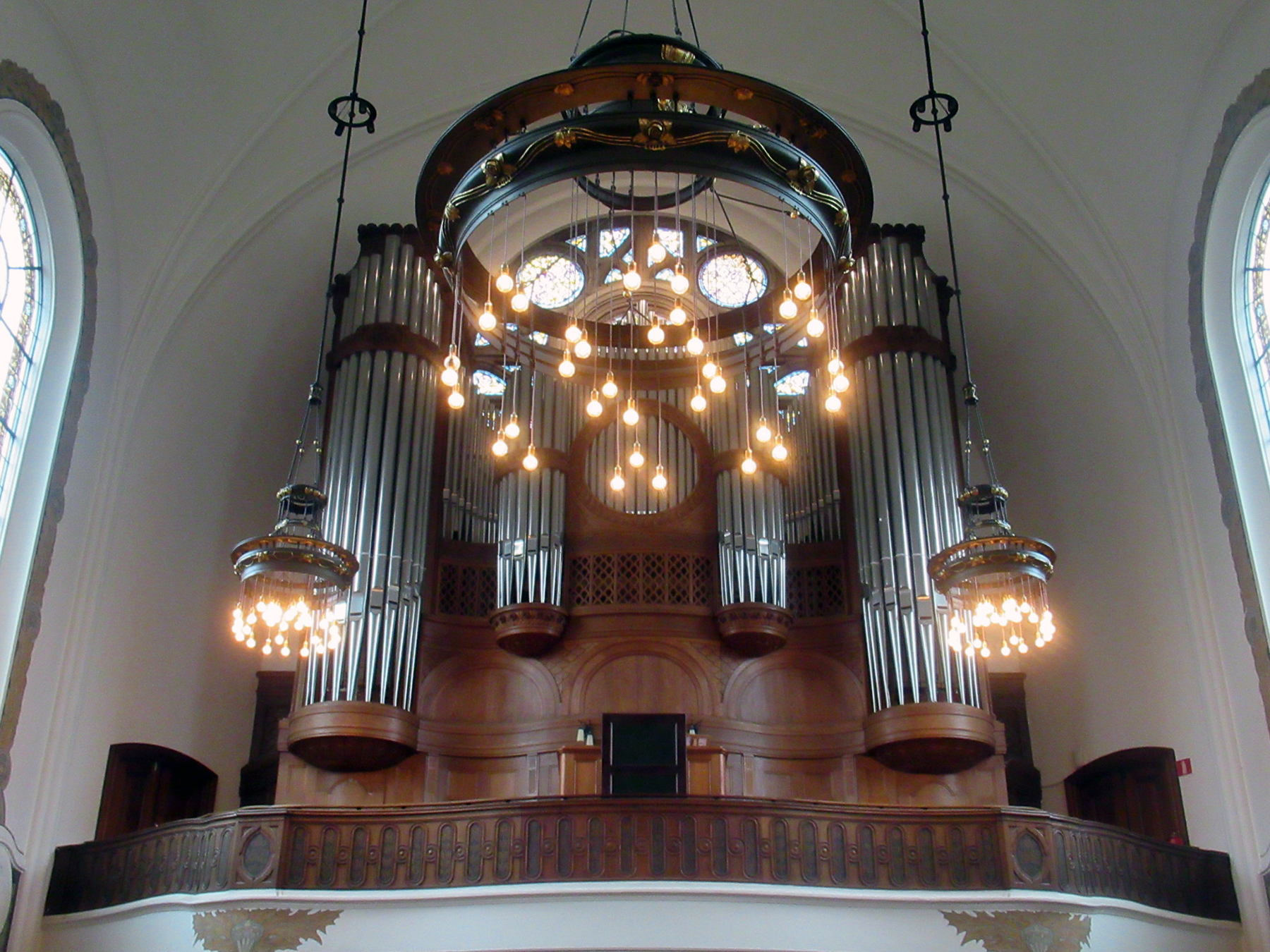
Organy w kościele

Pierwsze organy w kościele zbudował zakład organmistrzowski Åkerman & Lund Orgelbyggeri. Miały one 27 głosów i znajdowały się za pompatycznym, secesyjnym prospektem. W 1957 holenderska firma Flenntorp zbudowała nowe organy, odznaczające się okazalszym dźwiękiem, ale gorzej działające. W 2008 firma Åkerman & Lund zbudowała nowe, romantyczne organy mające 55 głosów (częściowo pochodzących ze starych organów), 2 transmisje i 2 rozszerzenia, podzielonych na 3 manuały i pedał i następującą dyspozycję:
| Manual I C-a3 | Manual II C-a3 | Manual III C-a3 | Pedal C-f1 |
| Principal 16' Principal 8' Gamba 8' Flûte harm 8' Borduna 8' Octava 4' Flûte oct 4' Octava2' Cornet 3 chor Fourniture 4 chor Cymbale 3 chor Trumpet 16' Trumpet 8' Clairon 4' | Borduna 16' Principal 8' Flûte double 8' Flauto amabile 8' Unda maris 8' Dolce 8' Octava 4' Flûte d’écho 4' Quinta 22/3’ Flageolette 2' Plein jeu 4 chor Cor anglais 16' Corno 8' Clarinette 8' Tremolo | Gedackt 16' Basetthorn 8' Violin 8' Salicional 8' Voix céleste 8' Rörflöjt 8' Flûte trav 8' Fugara 4' Flûte oct 4' Nasard 22/3’ Octavin 2' Ters 13/5’ Piccolo 1' Basson 16' Trompette harm 8' Oboë 8' Voix humaine 8' Euphone 8' Clairon harm 4' Tremolo fort Tremolo doux | Bourdon 32' Principal 16' Violon 16' transmisja Principal 16’ i Violoncelle 8’ od c0 Subbas 16' Principal 8' Violoncelle 8' Borduna 8' Flûte 4' Contrabasun 32' Basun 16' Fagott 16' transmisja Trumpet 16’ Trumpet 8' |

- połączenia: II/I, III/I, III/II, 16’ III, 16’ III/I, 4’ III/I, I/P, II/P, III/P; 4’ II/Pedal
- mechaniczna traktura gry z trzema wspomagającymi dźwigniami Barkera dla manuałów
- manuały połączone z wiatrownicami klapowo-zasuwowymi
- pedał połączony z wiatrownicą klapowo-zasuwową, wiatrownicą Roosevelta i mieszkiem pulsacyjnym
- elektryczna traktura rejestrowa połączona z setzerem
- aparat crescendo

### Organy w prezbiterium
Organy w prezbiterium zostały zbudowane w 1969 przez Andersa Perssona. Jednomanuałowy instrument z pedałem jako suplementem ma 6 głosów i następującą dyspozycję:
| Gedackt 8’ Principal 4’ Rörflöjt 4’ Waldflöjt 2’ Scharff III Dulcian 16’ |

### Pozytyw
Pozytyw zbudował w 2004 holenderski zakład organmistrzowski H. Klop Harpsichords and Organs z Garderen.
Szafę organową wykonano z dębu, a piszczałki z drewna cedrowego. Jednomanuałowy instrument ma 6 głosów i następującą dyspozycję:
| Gedackt 8’ Principal 8’ Flöjt 4’ Oktava 4’ Oktava 2’ (Quint 11/3’) (przygotowany) |

- głosy dzielone

## Proboszczowie kościoła św. Jana
- 1906–1907 Sam Stadener
- 1907–1944 Henrik Hallenberg
- 1945–1948 Frithiof Bobeck
- 1949–1970 Allan Lind
- 1970–1972 Arvid Wikerståhl
- 1973–1976 Nils Leeb-Lundberg
- 1976–1998 Jarl Åkerberg
- 1998– Per Lidbeck